# Styrax leprosus
Styrax leprosus es una especie de Magnoliopsida del género Styrax, de la familia Styracaceae, del orden Ericales.

## Distribución
Styrax leprosus se distribuye por Brasil (Paraná, Río Grande del Sur, Santa Catarina), el sureste de Brasil (Minas Gerais, Sao Paulo, Río de Janeiro), Paraguay (Alto Paraná, Amambay, Caaguazú, Caazapá, Canindeyú, Guaira), Uruguay (Cerro Largo, Maldonado, Rivera, Treinta y Tres) y Argentina (Córdoba, Misiones).

## Taxonomía
Fue descrita científicamente por William Jackson Hook y George Arnott Walker Arnott. Fue publicado por primera vez en Hooker's Journal of Botany, volumen 1, página 282 (1834).